# Simhopp vid olympiska sommarspelen 1960

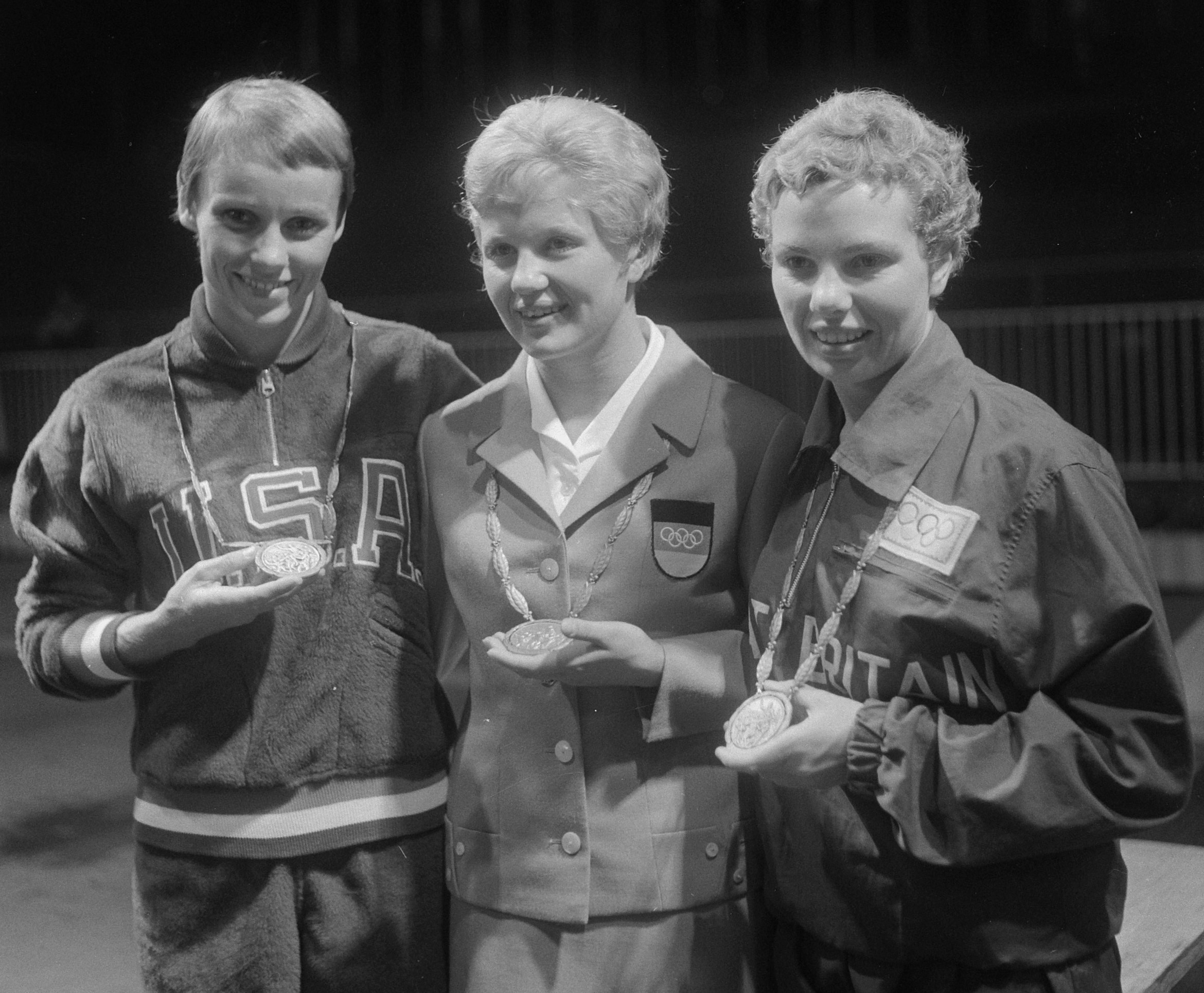
Medaljörerna i damernas svikthopp.

De olympiska tävlingarna i simhopp 1960 avgjordes mellan den 26 augusti och 2 september i Rom. 75 deltagare från 25 länder tävlade i fyra grenar.

## Medaljörer
| Gren                            | Guld                                 | Silver                    | Brons                           |
| Damernas svikt Detaljer...      | Ingrid Krämer Tysklands förenade lag | Paula Jean Myers-Pope USA | Elizabeth Ferris Storbritannien |
| Damernas höga hopp Detaljer...  | Ingrid Krämer Tysklands förenade lag | Paula Jean Myers-Pope USA | Ninel Krutova Sovjetunionen     |
| Herrarnas svikt Detaljer...     | Gary Tobian USA                      | Samuel Hall USA           | Juan Botella Mexiko             |
| Herrarnas höga hopp Detaljer... | Bob Webster USA                      | Gary Tobian USA           | Brian Phelps Storbritannien     |

## Medaljtabell
| Pl.    | Nation                 | Guld | Silver | Brons | Totalt |
| ------ | ---------------------- | ---- | ------ | ----- | ------ |
| 1      | USA                    | 2    | 4      | 0     | 6      |
| 2      | Tysklands förenade lag | 2    | 0      | 0     | 2      |
| 3      | Storbritannien         | 0    | 0      | 2     | 2      |
| 4      | Mexiko                 | 0    | 0      | 1     | 1      |
| 4      | Sovjetunionen          | 0    | 0      | 1     | 1      |
| Totalt | Totalt                 | 4    | 4      | 4     | 12     |